# 2월 6일
2월 6일은 그레고리력으로 37번째(윤년일 경우도 37번째) 날에 해당한다.

## 사건
- 기원전 746년 - 바빌로니아의 천문학자들, 최초로 개기월식을 사서에 기록.
- 940년 - 헤이안 시대의 해적 후지와라노 스미토모가 스미토모의 난(藤原純友の乱)을 일으키다.
- 1685년 - 영국의 찰스 2세가 사망하고 동생인 제임스 2세가 즉위하다.
- 1778년 - 미국 독립 전쟁: 프랑스와 미국이 우호통상조약과 동맹 조약을 체결하다.
- 1788년 - 매사추세츠주가 미국의 6번째 주가 되었다.
- 1819년 - 토머스 스탬퍼드 래플스와 조호르의 후세인 술탄이 싱가포르에 무역 거점을 세우는 내용의 협정을 체결함.
- 1840년 - 영국이 뉴질랜드 마오리족과 와이탕이 조약 체결.
- 1922년 - 교황 비오 11세, 259대 로마 교황 취임.
- 1952년 - 영국 엘리자베스 2세 여왕 즉위.
- 1958년 - 뮌헨 비행기 참사.
- 2001년 - 이스라엘에서 총리 선거가 실시되어 아리엘 샤론이 당선되다.
- 2012년 -
  - 영국의 여왕 엘리자베스 2세가 즉위한지 60년이 되어 다이아몬드 쥬빌리를 거행하다.
  - 독일계 특수화학기업 랑세스가 인도 구자라트에 신규 생산공장 3곳을 신규 가동하다.
- 2013년 - 남태평양 솔로몬제도 인근에서 규모 8의 강진이 발생, 1.5m의 쓰나미가 일어나서 최소 5명이 사망하였고, 3명이 부상당했다.
- 2014년 -
  - 김용판 전직 서울경찰청장이 '국정원 댓글 수사 축소 혐의' 1심에서 무죄를 선고받았다.
  - 대한민국 해양수산부 장관이었던 윤진숙이 전격 경질되었다.

## 문화
- 1994년 - 미국 팝 록 밴드 마룬 5 결성.
- 1999년 - 강원 동계 아시안 게임 폐막.

## 탄생
- 1536년 - 일본의 사무라이 삿사 나리마사. (~1539년)
- 1577년 - 이탈리아의 귀족 여성 베아트리체 첸치. (~1599년)
- 1665년 - 영국의 국왕 앤. (~1714년)
- 1756년 - 미국의 정치인 에런 버. (~1836년)
- 1833년 - 미국의 군인 젭 스튜어트. (~1864년)
- 1895년
  - 소련의 군인 세묜 티모셴코. (~1970년)
  - 미국의 야구 선수 베이브 루스. (~1948년)
- 1898년 - 프랑스의 철학자,작가 장 그르니에. (~1971년)
- 1905년
  - 폴란드의 최고서기 브와디스와프 고무우카. (~1982년)
  - 체코의 영화배우, 연극인, 소설가 얀 베리흐. (~1980년)
- 1911년 - 미국의 군인, 배우, 정치인, 제40대 대통령 로널드 레이건. (~2004년)
- 1912년 - 독일의 지지자였던 아돌프 히틀러의 부인 에바 브라운. (~1945년)
- 1919년 - 일본의 만화 감독자 야나세 다카시. (~2013년)
- 1924년 - 영국의 축구 선수 빌리 라이트. (~1994년)
- 1930년 - 일본의 물리학자 곤도 준. (~2022년)
- 1931년 - 필리핀의 추기경 리카르도 비달. (~2017년)
- 1932년
  - 프랑스의 영화 감독 프랑수아 트뤼포. (~1984년)
  - 쿠바의 혁명가, 아나키스트 카밀로 시엔푸에고스. (~1959년)
- 1933년 - 대한민국의 정치인 곽정현. (~2024년)
- 1935년 - 미국의 정치인 로레타 와인버그.
- 1938년
  - 대한민국의 정치인 김충수. (~2022년)
  - 대한민국의 목사, 목회자 김홍도. (~2020년)
  - 대한제국 황실의 후손 이갑. (~2014년)
- 1940년 - 대한민국의 성우 황일청.
- 1941년 - 대한민국의 기업인 손길승.
- 1942년 - 대한민국의 국악인 신영희.
- 1943년 - 미국의 배우 게일 허니컷. (~2023년)
- 1945년 - 자메이카의 싱어송라이터 밥 말리. (~1981년)
- 1948년 - 대한민국의 기업인, 언론인 방상훈.
- 1950년 - 대한민국의 배우 권귀옥.
- 1953년 - 대한민국의 식품공학자, 교육인 이원종.
- 1955년 - 대한민국의 가수 윤수일.
- 1958년 - 대한민국의 성우 유남희.
- 1960년
  - 미국의 레슬링 선수 루 배낵.
  - 미국의 레슬링 선수 에드 배낵.
- 1961년 - 일본의 성우 코바야시 유코.
- 1962년
  - 미국의 싱어송라이터 액슬 로즈.
  - 노르웨이의 인류학자 토마스 힐란드 에릭슨. (~2024년)
- 1964년 - 러시아의 영화감독 안드레이 즈뱌긴체프.
- 1965년
  - 대한민국의 희극인 김국진.
  - 대한민국의 성우 송덕희.
- 1966년
  - 영국의 가수 릭 애스틀리.
  - 대한민국의 배우 전진기.
- 1967년
  - 대한민국의 정치인, 제주특별자치도의회 의원 김황국.
  - 일본의 가수 사카이 이즈미 (ZARD). (~2007년)
- 1969년
  - 일본의 싱어송라이터 겸 배우 후쿠야마 마사하루.
  - 스위스의 축구 심판 마시모 부사카.
- 1970년 - 일본의 전 축구 선수 이시카와 겐.
- 1971년
  - 대한민국의 가수 도원경.
  - 대한민국의 가수, 강사 김수현.
- 1973년 - 미국의 야구 선수 레이 데이비스.
- 1974년 - 일본의 성우 요시노 히로유키.
- 1975년
  - 대한민국의 배구 선수 방신봉.
  - 대한민국의 전 무에타이 선수, 범죄자 황주연.
  - 러시아의 권투 선수 알렉산드르 말레틴.
  - 일본의 가수 카와세 토모코.
- 1976년
  - 대한민국의 배우 이민영.
  - 인도네시아의 가수, 배우 프랑수아 모어이드.
- 1978년
  - 대한민국의 테니스 선수 전미라.
  - 우즈베키스탄의 권투 선수 루스탐 사이도프.
- 1979년
  - 대한민국의 가수 이기찬.
  - 독일의 정치인 알리스 바이델.
- 1980년
  - 일본의 성우 노토 마미코.
  - 일본의 작곡가 겸 음악 프로듀서 나카타 야스타카.
  - 대한민국의 가수, 작곡가 줄라이.
  - 대한민국의 탁구 선수 곽방방.
- 1981년
  - 대한민국의 배우 심은진 (베이비복스).
  - 대한민국의 배우 강지섭.
  - 대한민국의 전 축구 선수 김성민.
  - 남오세티야의 제5대 대통령 알란 가글로예프.
  - 일본의 축구 선수 미야자키 고헤이.
- 1982년
  - 대한민국의 희극 허미영.
  - 잉글랜드의 배우 앨리스 이브.
- 1983년
  - 대한민국의 정치인 김충수.
  - 대한민국의 전 야구 선수 류상문.
- 1985년
  - 미국의 배우 크리스털 리드.
  - 일본의 스피드스케이팅 선수 가토 조지.
  - 미국의 농구 선수 크리스 험프리스.
- 1986년
  - 대한민국의 가수 유노윤호. (동방신기)
  - 대한민국의 가수, 배우 청림. (~2023년)
  - 대한민국의 배우 강진아.
  - 대한민국의 가수 DU.
  - 미국의 배우 데인 드한.
- 1987년
  - 대한민국의 전 리그 오브 레전드 프로게이머 카인.
  - 일본의 배우 이치하라 하야토.
  - 스웨덴의 축구 선수 리사 달크비스트.
- 1988년
  - 대한민국의 야구 선수 강경덕 (볼티모어 오리올스).
  - 대한민국의 뮤지컬 배우 전동석.
- 1989년
  - 태국의 배우 나타폰 떼미락.
  - 중국의 배우 가오한위.
  - 일본의 축구 선수 마쓰모토 다쿠야.
  - 미국의 농구 선수 조니 플린.
- 1990년
  - 대한민국의 야구 선수 채은성.
  - 대한민국의 모델 심채원.
  - 대한민국의 가수 하리.
- 1991년 - 대한민국의 가수 후자.
- 1992년
  - 대한민국의 핸드볼 선수 정유라.
  - 대한민국의 야구 선수 김진웅.
- 1993년
  - 대한민국의 빙상 선수 김보름.
  - 대한민국의 야구 선수 박민우.
  - 대한민국의 크로스오버 가수 박현수.박유림.
- 1994년 - 대한민국의 유튜버 민쩌미.
- 1995년
  - 대한민국의 가수 문종업 (B.A.P).
  - 대한민국의 가수 진, 빈 (MVP).
  - 대한민국의 역도 선수 김수현.
  - 일본의 축구 선수 니키 하프나.
- 1996년
  - 대한민국의 모델 서윤지.
  - 대한민국의 가수 비디오.
- 1997년
  - 스위스의 축구 선수 지브릴 소우.
  - 대한민국의 MC 강민규.
  - 대한민국의 가수 루다 (우주소녀).
- 1998년
  - 대한민국의 축구 선수 김재우.
  - 대한민국의 가수 유용민.
  - 대한민국의 축구 선수 이승재.
  - 대한민국의 야구 선수 김철호.
- 2000년
  - 영국의 축구 선수 코너 갤러거.
  - 노르웨이의 축구 선수 예르겐 스트란드 라르센.
- 2001년
  - 대한민국의 야구 선수 송준석.
  - 대한민국의 축구 선수 김민서.
- 2002년 - 대한민국의 리그 오브 레전드 프로게이머 구마유시.
- 2003년
  - 대한민국의 가수 장송호.
  - 대한민국의 가수 노윤하.
  - 대한민국의 가수 해나.
- 2004년 - 대한민국의 배우 이재인.
- 2009년 - 대한민국 키즈모딜 고병헌.
- 2010년 - 대한민국의 아역 배우 김하연.

### 미상
- 대한민국의 배우 신예린.
- 대한민국의 대학교수 정의만.

## 사망
- 1465년 - 조선의 문신 권람. (1416년~)
- 1685년 - 영국의 왕 찰스 2세. (1630년~)
- 1740년 - 제246대 로마의 교황 교황 클레멘스 12세. (1652년~)
- 1804년 - 영국의 신학자, 철학자, 화학자, 정치 학자 조지프 프리스틀리. (1733년~)
- 1922년 - 홍콩의 제15대 총독 프란시스 헨리 메이. (1860년~)
- 1952년 - 영국의 국왕 조지 6세. (1895년~)
- 1967년 - 미국의 정치인 헨리 모건소 주니어. (1891년~)
- 1975년 - 일본의 군인 사토 겐료. (1895년~)
- 1984년 - 일본의 야구 선수, 야구 지도자 미하라 오사무. (1911년~)
- 1995년 - 대한민국의 영문학자, 기자, 문학가, 겸 수필가 조용만. (1909년~)
- 1996년 - 미국의 야구인 밥 먼크리프. (1916년~)
- 2006년 - 일본의 성우 토타니 코지. (1948년~)
- 2010년 - 대한민국의 교육학자 이영덕. (1926년~)
- 2011년 - 영국의 가수 게리 무어. (1952년~)
- 2015년 - 대한민국의 기초단체장, 영화배우, 정치인 이대엽. (1935년~)
- 2017년 - 대한민국의 배우, 작가, 성우 김길호. (1935년~)
- 2018년 - 대한민국의 가수 김한일. (1990년~)
- 2019년
  - 대한민국의 배우 남영진. (1951년~)
  - 독일의 물리학자 만프레트 아이겐. (1927년~)
- 2021년
  - 대한민국의 정치인 윤석순. (1937년~)
  - 폴란드의 영화배우 크시슈토프 코발레프스키. (1937년~)
  - 미국의 정치인 조지 프랫 슐츠. (1920년~)
- 2022년
  - 인도의 영화배우, 음악가, 음악감독 라타 망게슈카르. (1929년~)
  - 미국의 작곡가 조지 크럼. (1929년~)
- 2023년
  - 가나의 축구 선수 크리스천 아추. (1992년~)
  - 덴마크의 수영 선수 그레타 안데르센. (1927년~)
- 2024년
  - 스웨덴의 축구 선수 미겔 앙헬 곤살레스 수아레스. (1947년~)
  - 아일랜드의 정치인 존 브루턴. (1947년~)
  - 대한민국의 교육인 서영배. (1935년~)
  - 일본의 지휘자 오자와 세이지. (1935년~)
  - 칠레의 제34·36대 대통령 세바스티안 피녜라. (1949년~)
- 2025년 - 중국의 기계공학자 황쉬화. (1926년~)

## 기념일
- 유엔이 정한 세계 여성할례 철폐의 날(International Day of Zero Tolerance to Female Genital Mutilation).
- 사미 국경일(Sami National Day): 노르웨이, 스웨덴, 핀란드, 러시아
- 와이탕이 데이: 1840년 와이탕이에서의 와이탕이 조약 체결을 기념하는 날, 뉴질랜드
- 국립 빨간 옷 입는 날(National Wear Red Day): 매년 2월 첫 번째 금요일에 여성 심장 질환의 위험에 대한 인식을 제고하기 위한 캠페인 하트 트루스(The Heart Truth)의 일환으로 빨간색 옷을 입는 날. 미국에서는 미국국립심폐혈연구소(NHLBI)와 미국 보건복지부(HHS)가 후원하며, 캐나다에서는 캐나다 심장재단(HSFC)이 후원함, 미국

- 전날: 2월 5일 다음날: 2월 7일 - 전달: 1월 6일 다음달: 3월 6일
- 음력: 2월 6일
- 모두 보기